# توماس فیلیپس

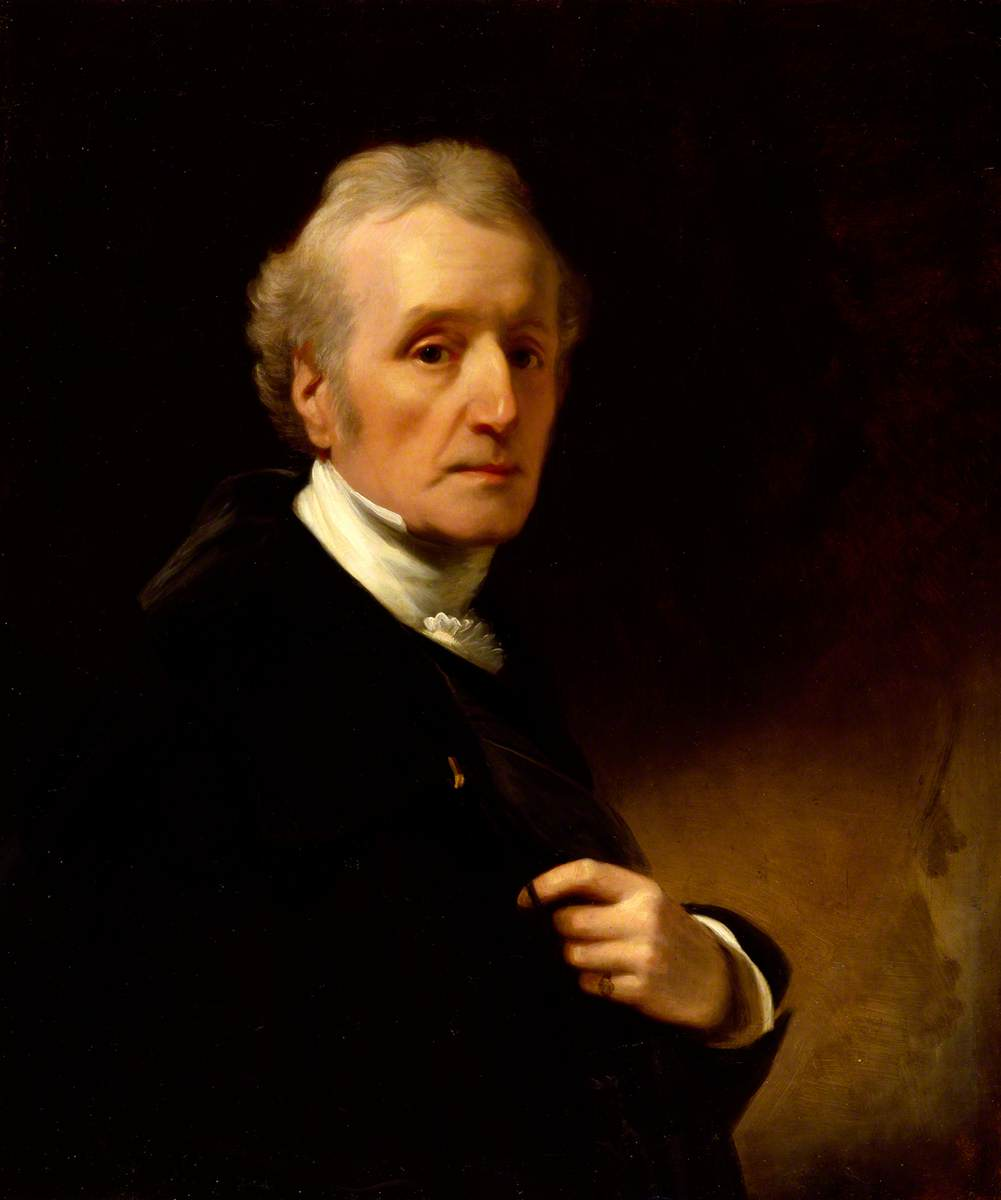
خودنگاره (دهه ۱۸۲۰)

توماس فیلیپس (به انگلیسی: Thomas Phillips) (۱۸ اکتبر ۱۷۷۰ - ۲۰ آوریل ۱۸۴۵) نقاش برجسته انگلیسی در زمینه‌های پرتره و موضوعات تاریخی بود. او تصویر بسیاری از بزرگان هم‌عصر خود را از جمله دانشمندان، هنرمندان، نویسندگان، شاعران و کاوشگران را نقاشی کرد.
توماس فیلیپس در ۱۸ اکتبر ۱۷۷۰ در دادلی، واریک‌شر متولد شد. وی نزد فرانسیس اگینتون، که نقاش روی شیشه بیرمنگامی بود شاگردی کرد، سپس در سال ۱۷۹۰ با توصیه‌نامه‌ای برای بنجامین وست، به لندن آمد. وست او را برای کار روی شیشه‌های نقاشی شده در کلیسای سنت جورج قلعه وینزر استخدام کرد. در سال ۱۷۹۱ وی تحصیل در آکادمی سلطنتی را آغاز کرد (وست یکی از بنیانگذاران آن بود) و با نقاشی مناظر و موضوعات تاریخی، استعداد نقاشی در زمینه پرتره را نیز در خود کشف کرد و برای کسب درآمد از پرتره‌نگاری مجبور شد در منطقه‌ای پرجمعیت که لاورنس، هاپنر (John Hoppner)، بیچی (William Beechey)، اوون و شی (Martin Archer Shee) از قبل مشتری‌های قابل توجهی داشتند فعالیت کند.

## نگارخانه

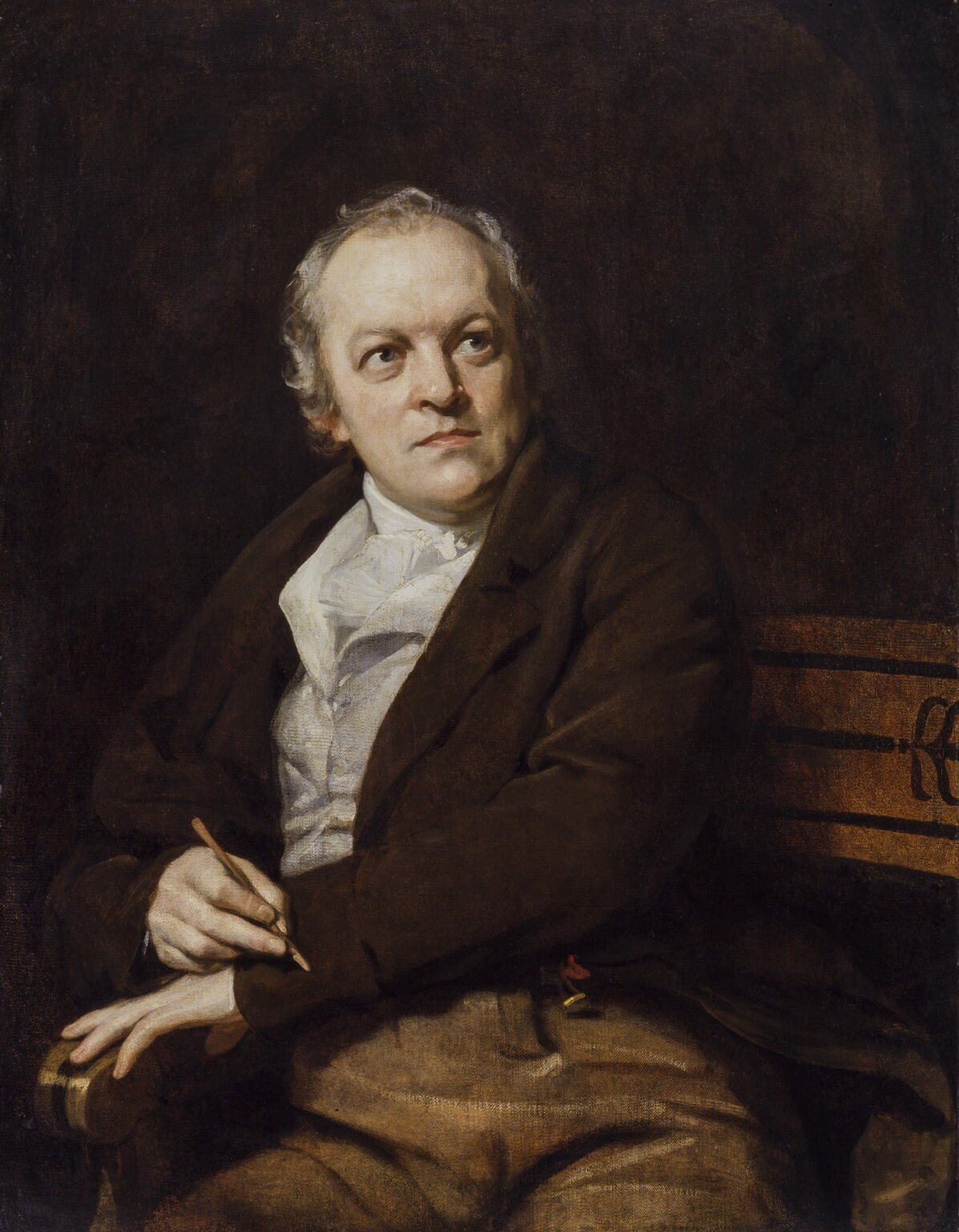
ویلیام بلیک، ۱۸۰۷
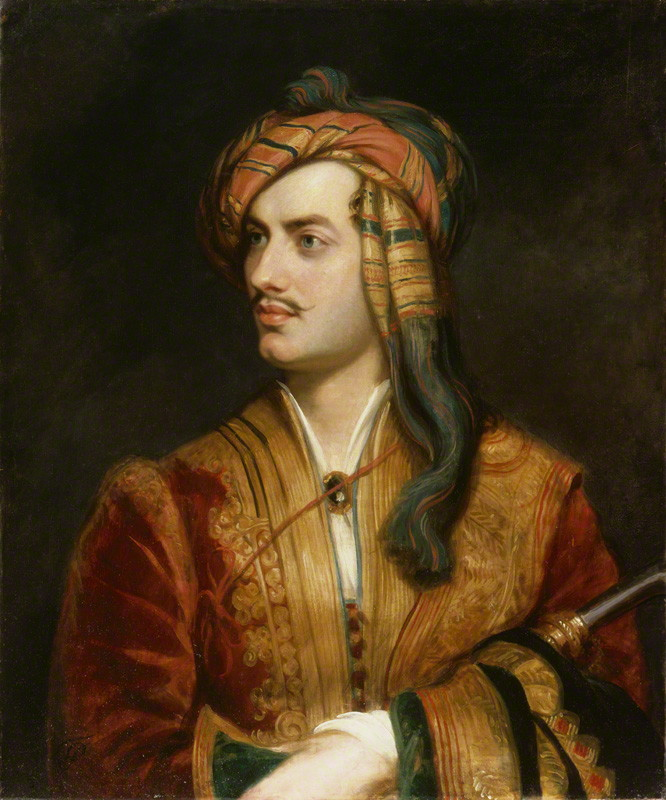
لرد بایرون با لباس آلبانیایی، ۱۸۱۳
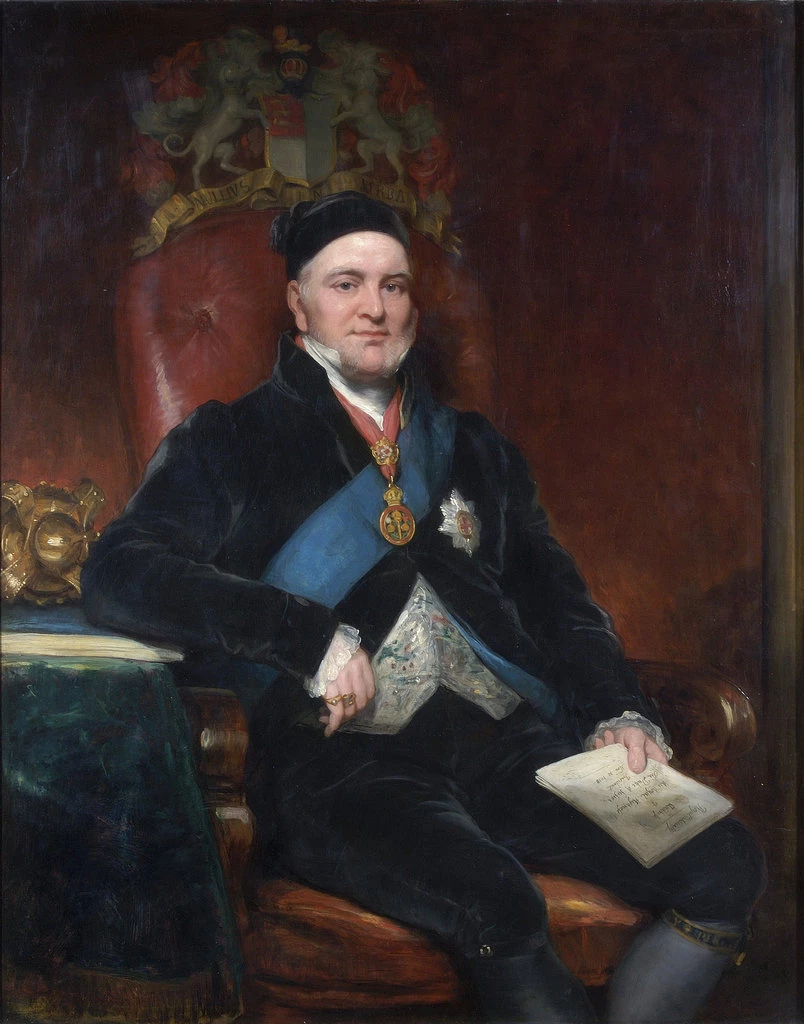
شاهزاده آگوستوس فردریک، دوک ساسکس، ۱۸۳۸
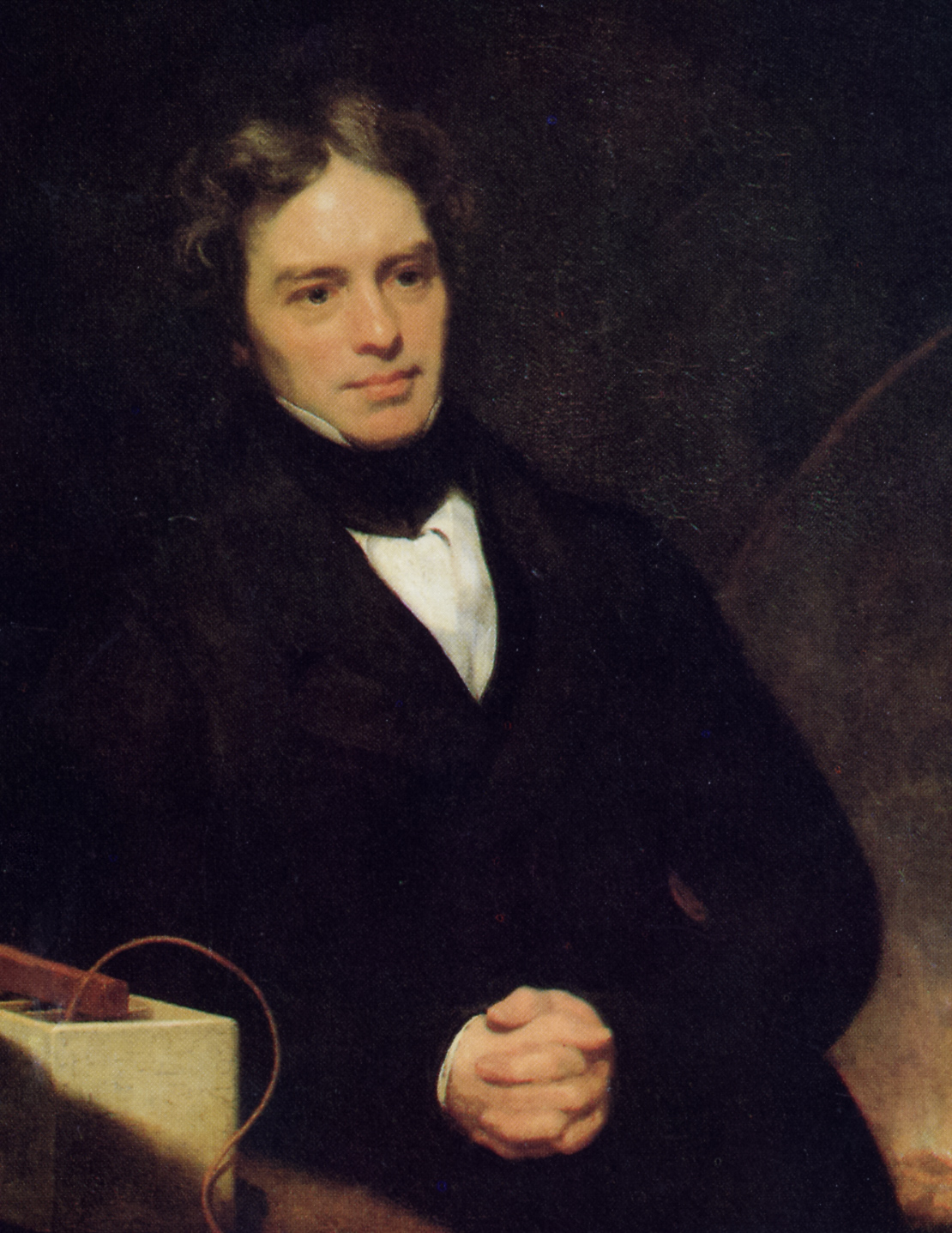
مایکل فارادی، ۱۸۴۲
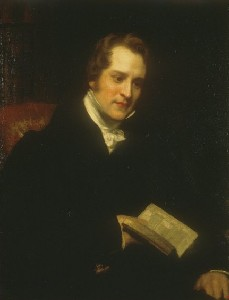
جوزف هنری گرین
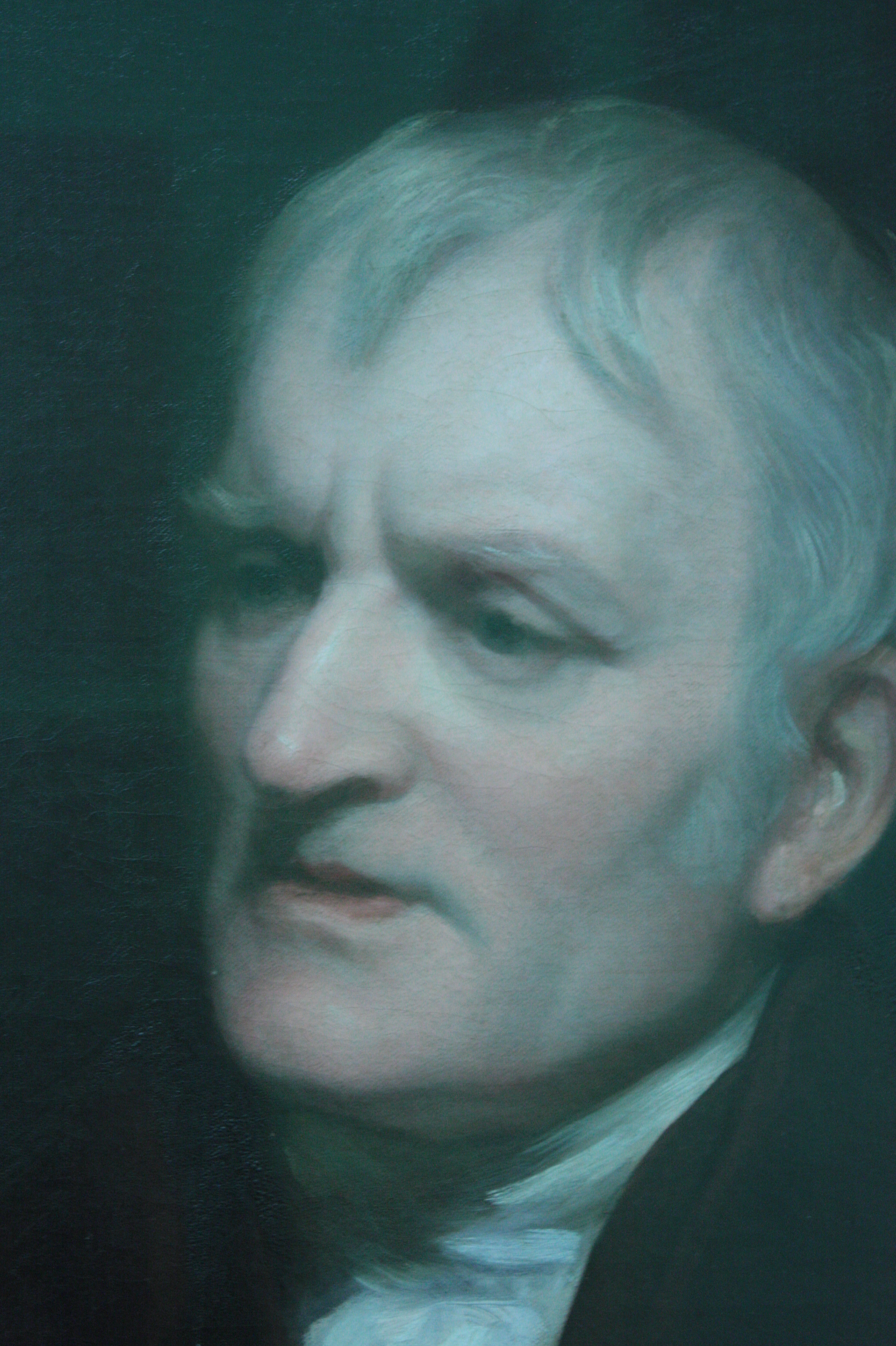
جان دالتون